# Hermann Oppermann (Verleger)
Ernst Hermann Oppermann (geboren 3. September 1824 in Sankt Andreasberg; gestorben 20. Dezember 1912 in Hannover) war ein deutscher Verlagsbuchhändler, Kunsthändler, Zeitungsverleger und Journalist.

## Leben
Hermann Oppermann wurde zur Zeit des Königreichs Hannover in der Oberharzer Bergstadt St. Andreasberg im Jahr 1824 geboren als Sohn des aus Osterode stammenden Bäckermeisters und Mehlhändlers Heinrich Christian Oppermann (geboren 23. März 1794; gestorben 1825) und der Johanne Friederike Schlick (geboren 10. März 1802; gestorben 1824), Tochter des Bürgers und Wechslers Heinrich Michael Schlick und dessen Ehefrau Dorothea Friederike Zänker.
Während seine Mutter noch in Oppermanns Geburtsjahr starb, soll sein Vater, der von der Regierung Brasiliens mit der Errichtung von Feld-Proviantmagazinen beauftragt wurde, 1825 bei der Überfahrt nach Batavia mit der gesamten Schiffsmannschaft ums Leben gekommen sein.

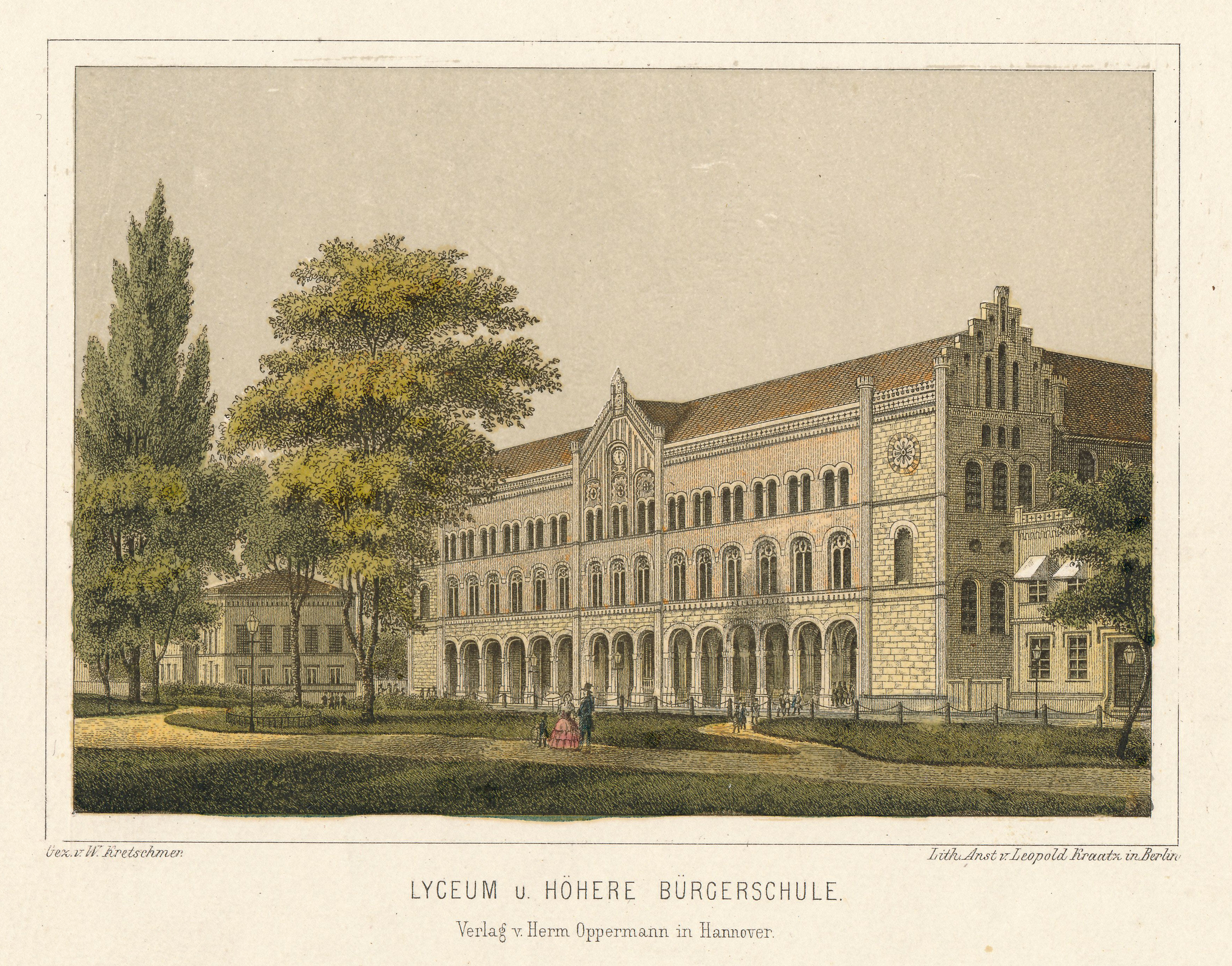
„Verlag Herm. Oppermann“: 1854 am Georgsplatz erbautes Lyceum mit höherer Bürgerschule, später KWG; an gleicher Stelle wurde 1958 die Norddeutsche Landesbank errichtet;
kolorierte Lithografie von Leopold Kraatz nach Wilhelm Kretschmer; Schlossmuseum Jever, Kulturerbe Niedersachsen

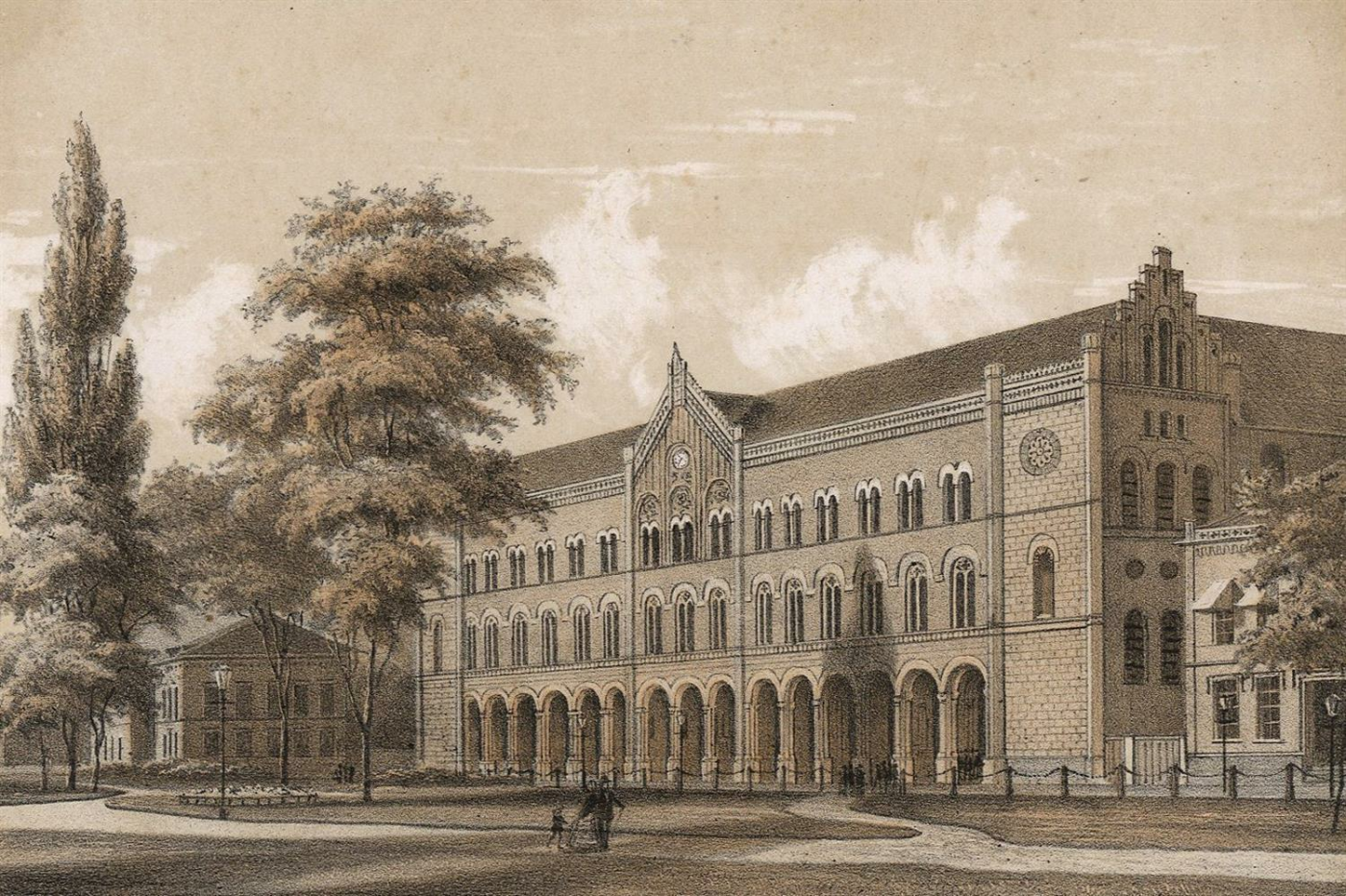
Ähnlicher Druck als Tonlithografie von Arnz & Co.

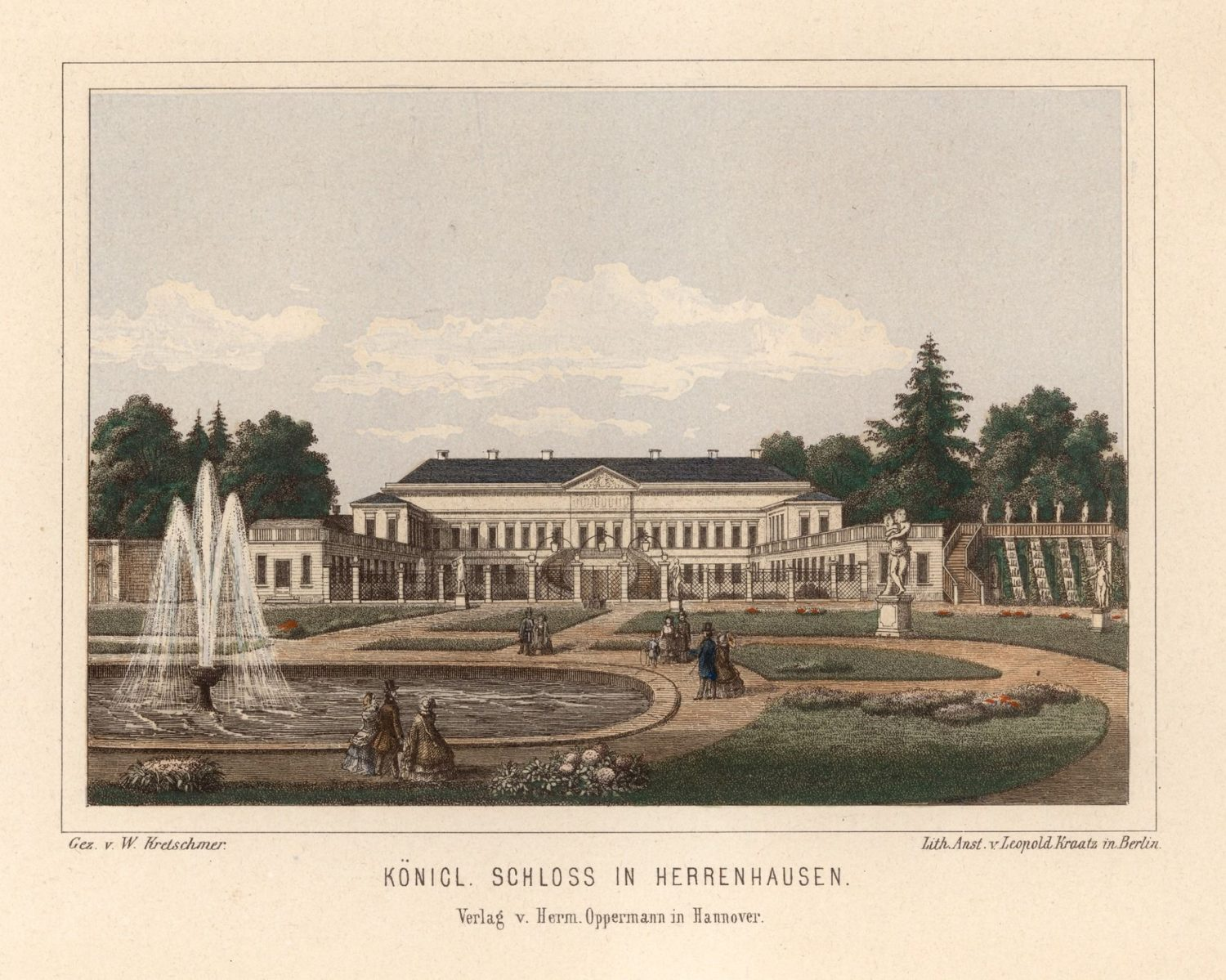
Chromolithographie von Schloss Herrenhausen

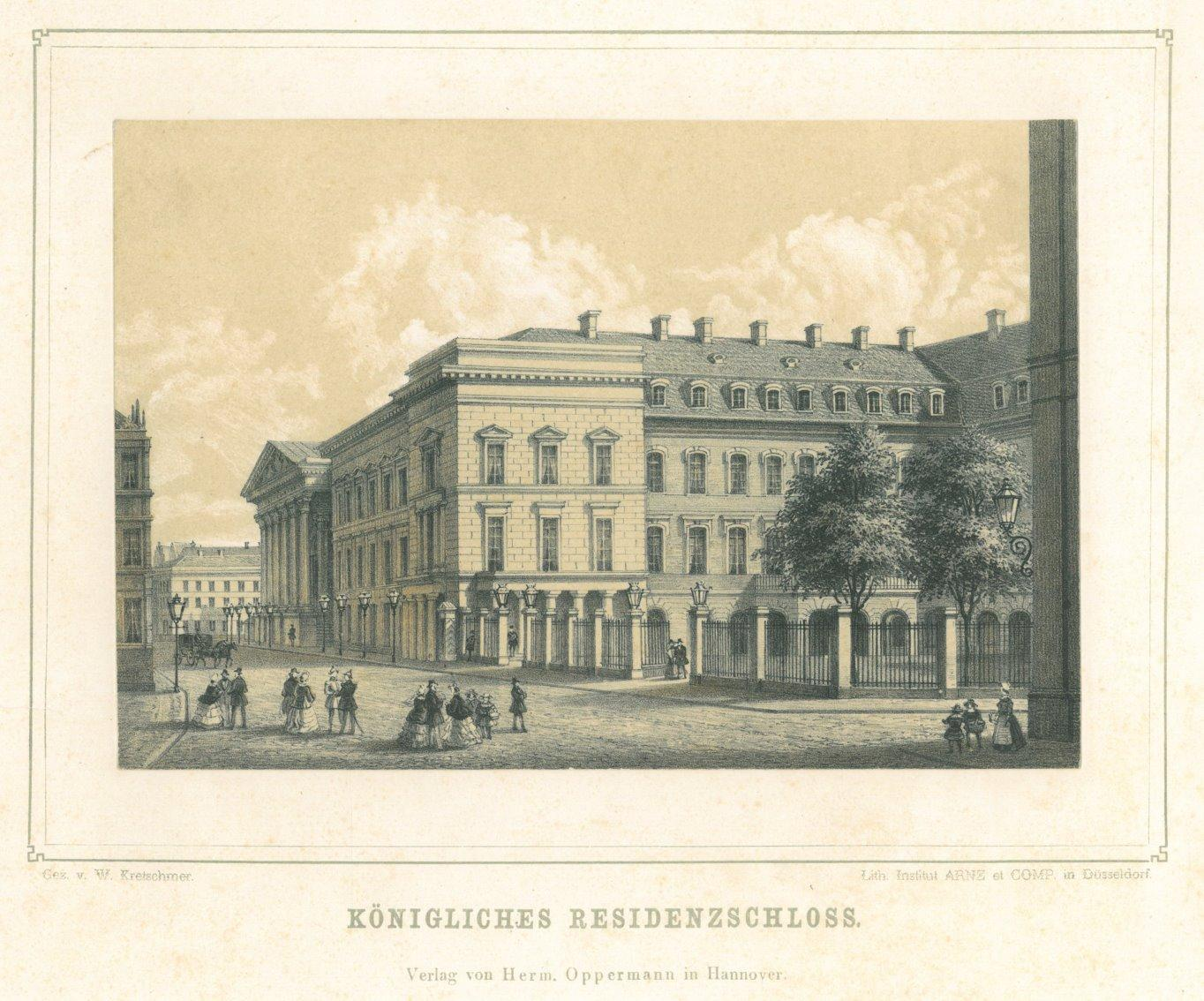
Um 1858: „Königliches Residenzschloss“, der spätere Niedersächsische Landtag

Der schon als Kleinkind Verwaiste kaufte am 1. April 1850 in der Residenzstadt Hannover gemeinsam mit seinem „Associé“ Theodor Schneeweiss die 1795 gegründete Hofkunsthandlung von Carl Schrader; die beiden Inhaber setzten das Unternehmen seitdem als Kunst-, Papier- und Landkartenhandel C. Schraders Nachfolger fort, wobei das Unternehmen weiterhin als Hof-Kunsthandlung geführt wurde.
Am 1. April 1856 schied „E. H. Oppermann“ aus der gemeinsamen Hofkunsthandlung aus, die dann von „Th. Schneeweiss“ alleine fortgeführt wurde, um noch am selben Tag den nach ihm benannten Verlag Herm. Oppermann in Hannover zu gründen. Im Folgejahr heiratete er am 10. November 1857 Johanne Marie Auguste Gersting (geboren 11. Februar 1836; gestorben 1915), Tochter des hannoverschen Senators August Christian Gersting und dessen Ehefrau Wilhelmine Happe. Aus der Ehe gingen in Hannover geborene Kinder hervor, darunter der spätere Stader Bürgermeister und Landschaftsrat Christian Ernst Theodor Oppermann.
1890 gründete Oppermann die Zeitung Wunstorfer Stadt- und Landbote, bevor er 1892 den Generalanzeiger für Wunstorf und Umgebung übernahm, den er zu der traditionsreichen Wunstorfer Zeitung umwandelte. In seinen Blättern publizierte er mit großer Genauigkeit insbesondere über Gerichtsprozesse, so etwa am 7. Juli 1898 unter der Überschrift Der Giftmord in Wunstorf.
Zudem war Oppermann Begründer und Verleger der nach dem Topografen und Kartografen benannten Liebenow'schen Spezialkarte von Mitteleuropa. 1898 veräußerte er seinen geographischen Verlags-Teil an die Geographische Anstalt Ludwig Ravenstein in Frankfurt am Main.
Das Oppermannsche Unternehmen betrieb um 1900 ein Verlagshaus mit angeschlossener Druckerei unter der Wunstorfer Adresse Südstraße 30.
Oppermann lebte 1907 in Hannover als Rentier, wo er unter seiner Anschrift Gneiststraße 7 werktäglich von 8 bis 10.00 Uhr vormittags Sprechstunde hielt.